# Eleonora Maria Teresa di Savoia
Eleonora Maria Teresa di Savoia (Palazzo Reale di Torino, 28 febbraio 1728 – castello di Moncalieri, 14 agosto 1781) era la seconda figlia, la prima femmina, di Carlo Emanuele III di Savoia e della sua seconda moglie, la principessa Polissena Cristina Giovannetta d'Assia-Rotenburg.

## Biografia

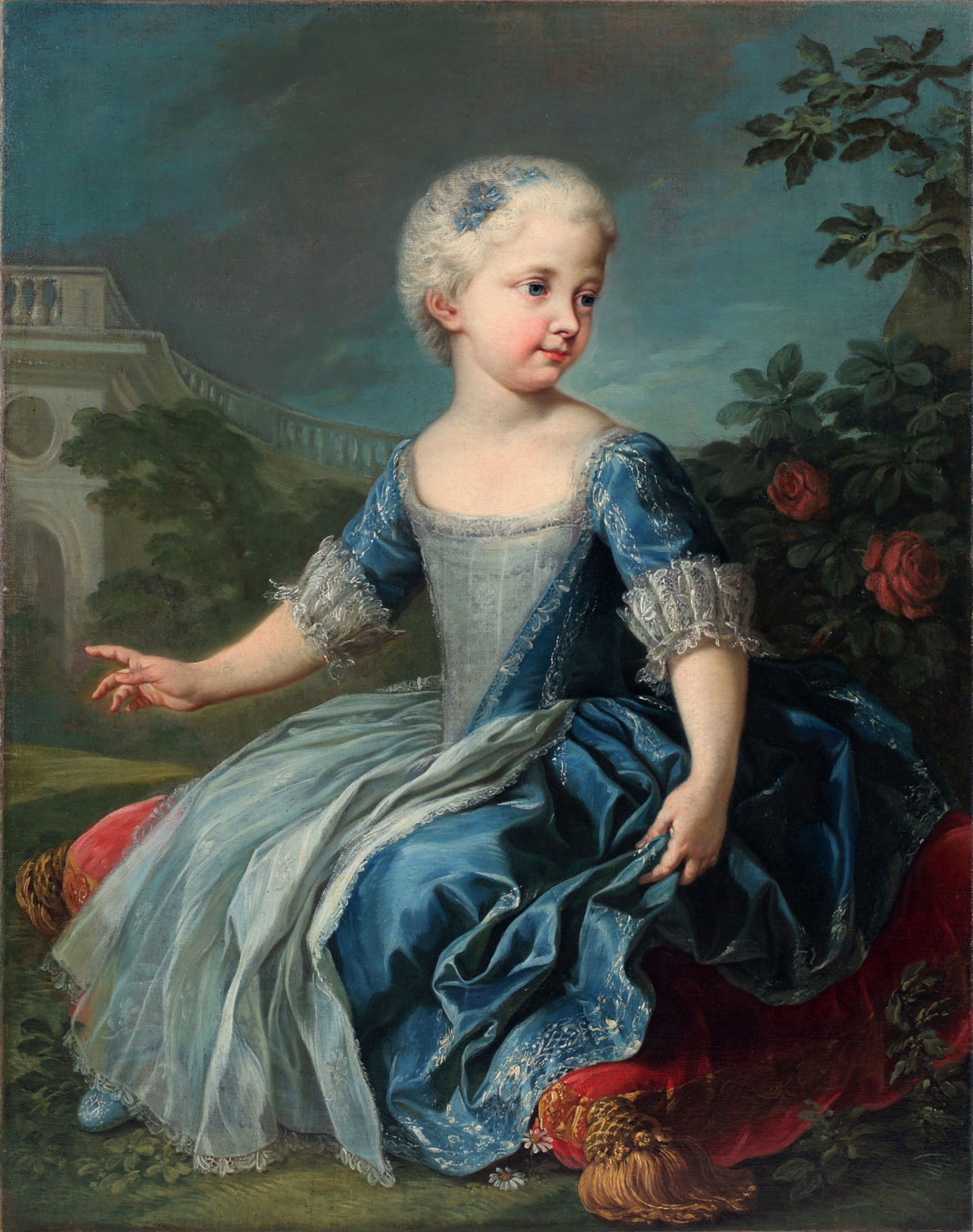
Eleonora di Savoia durante l'infanzia, dipinto di Louis-Michel van Loo, 1733

### Infanzia
Eleonora Maria Teresa ricevette lo stesso nome della nonna materna, Eleonora Maria di Löwenstein-Wertheim-Rochefort. Tra i suoi cugini materni vi erano Vittorio Amedeo, principe di Carignano, e la sua sorella minore Maria Teresa, futura principessa di Lamballe, entrambi nati nella corte sabauda. Tra i suoi cugini materni vi erano il re Luigi XV di Francia e i sovrani spagnoli Luigi I e Ferdinando VI, quest'ultimo regnante al momento della sua nascita.
Eleonora nacque all'interno di un matrimonio nel complesso felice. Quando aveva sei mesi, sua nonna, la regina Anna Maria d'Orléans, morì.
Sua madre morì nel 1735, quando la principessa aveva sei anni. Da questo momento, ella divenne la dama più importante nella corte sabauda, mantenendo tale prerogativa fino al 1750, quando suo fratello, il futuro Vittorio Amedeo III, sposò l'infanta spagnola Maria Antonietta.
Eleonora, insieme alla sorella Maria Luisa, venne proposta come possibile sposa per il delfino Luigi, l'unico figlio maschio di Luigi XV di Francia. Tuttavia tale progettata unione non ebbe mai luogo a causa delle trattative portate a termine con la Spagna, che condussero, nel 1744, al matrimonio tra il delfino e l'infanta Maria Teresa, una delle sorelle maggiori di Maria Antonietta.
In seguito, due sue nipoti, le principesse Maria Giuseppina e Maria Teresa, sposarono due figli del delfino, rispettivamente nel 1771 e nel 1773.

### Morte
Rimasta nubile, la principessa morì nel castello di Moncalieri all'età di 53 anni. Venne seppellita nella basilica di Superga, sovrastante Torino. Sua cognata Maria Antonietta morì a Moncalieri nel 1785.

## Ascendenza
|                                                 |                             |                                                             | Genitori                                          |  |  | Nonni |  |  | Bisnonni                    |  |  | Trisnonni                   |  |
|                                                 |                             |                                                             |                                                   |  |  |       |  |  | Carlo Emanuele II di Savoia |  |  | Vittorio Amedeo I di Savoia |  |
|                                                 |                             |                                                             |                                                   |  |  |       |  |  | Carlo Emanuele II di Savoia |  |  | Vittorio Amedeo I di Savoia |  |
|                                                 |                             | Maria Cristina di Borbone-Francia                           |                                                   |  |  |       |  |  | Carlo Emanuele II di Savoia |  |  |                             |  |
| Vittorio Amedeo II di Savoia                    |                             |                                                             |                                                   |  |  |       |  |  | Carlo Emanuele II di Savoia |  |  |                             |  |
|                                                 |                             | Maria Giovanna Battista di Savoia-Nemours                   | Carlo Amedeo di Savoia-Nemours                    |  |  |       |  |  |                             |  |  |                             |  |
|                                                 |                             | Maria Giovanna Battista di Savoia-Nemours                   | Carlo Amedeo di Savoia-Nemours                    |  |  |       |  |  |                             |  |  |                             |  |
|                                                 |                             | Maria Giovanna Battista di Savoia-Nemours                   | Elisabetta di Borbone-Vendôme                     |  |  |       |  |  |                             |  |  |                             |  |
| Carlo Emanuele III di Savoia                    |                             | Maria Giovanna Battista di Savoia-Nemours                   |                                                   |  |  |       |  |  |                             |  |  |                             |  |
|                                                 |                             | Filippo I di Borbone-Orléans                                | Luigi XIII di Francia                             |  |  |       |  |  |                             |  |  |                             |  |
|                                                 |                             | Filippo I di Borbone-Orléans                                | Luigi XIII di Francia                             |  |  |       |  |  |                             |  |  |                             |  |
|                                                 |                             | Filippo I di Borbone-Orléans                                | Anna d'Austria                                    |  |  |       |  |  |                             |  |  |                             |  |
| Anna Maria d'Orléans                            |                             | Filippo I di Borbone-Orléans                                |                                                   |  |  |       |  |  |                             |  |  |                             |  |
|                                                 |                             | Enrichetta Anna Stuart                                      | Carlo I d'Inghilterra                             |  |  |       |  |  |                             |  |  |                             |  |
|                                                 |                             | Enrichetta Anna Stuart                                      | Carlo I d'Inghilterra                             |  |  |       |  |  |                             |  |  |                             |  |
|                                                 |                             | Enrichetta Anna Stuart                                      | Enrichetta Maria di Francia                       |  |  |       |  |  |                             |  |  |                             |  |
| Eleonora Maria Teresa                           |                             | Enrichetta Anna Stuart                                      |                                                   |  |  |       |  |  |                             |  |  |                             |  |
|                                                 | Guglielmo d'Assia-Rotenburg | Ernesto d'Assia-Rheinfels                                   |                                                   |  |  |       |  |  |                             |  |  |                             |  |
|                                                 | Guglielmo d'Assia-Rotenburg | Ernesto d'Assia-Rheinfels                                   |                                                   |  |  |       |  |  |                             |  |  |                             |  |
|                                                 | Guglielmo d'Assia-Rotenburg | Maria Eleonora di Solms-Lich                                |                                                   |  |  |       |  |  |                             |  |  |                             |  |
| Ernesto Leopoldo di Assia-Rotenburg             | Guglielmo d'Assia-Rotenburg |                                                             |                                                   |  |  |       |  |  |                             |  |  |                             |  |
|                                                 |                             | Maria Anna di Löwenstein-Wertheim-Rochefort                 | Ferdinando Carlo di Löwenstein-Wertheim-Rochefort |  |  |       |  |  |                             |  |  |                             |  |
|                                                 |                             | Maria Anna di Löwenstein-Wertheim-Rochefort                 | Ferdinando Carlo di Löwenstein-Wertheim-Rochefort |  |  |       |  |  |                             |  |  |                             |  |
|                                                 |                             | Maria Anna di Löwenstein-Wertheim-Rochefort                 | Anna Maria di Fürstenberg-Heiligenberg            |  |  |       |  |  |                             |  |  |                             |  |
| Polissena d'Assia-Rheinfels-Rotenburg           |                             | Maria Anna di Löwenstein-Wertheim-Rochefort                 |                                                   |  |  |       |  |  |                             |  |  |                             |  |
|                                                 |                             | Massimiliano Carlo Alberto di Löwenstein-Wertheim-Rochefort | Ferdinando Carlo di Löwenstein-Wertheim-Rochefort |  |  |       |  |  |                             |  |  |                             |  |
|                                                 |                             | Massimiliano Carlo Alberto di Löwenstein-Wertheim-Rochefort | Ferdinando Carlo di Löwenstein-Wertheim-Rochefort |  |  |       |  |  |                             |  |  |                             |  |
|                                                 |                             | Massimiliano Carlo Alberto di Löwenstein-Wertheim-Rochefort | Anna Maria di Fürstenberg-Heiligenberg            |  |  |       |  |  |                             |  |  |                             |  |
| Eleonora Maria di Löwenstein-Wertheim-Rochefort |                             | Massimiliano Carlo Alberto di Löwenstein-Wertheim-Rochefort |                                                   |  |  |       |  |  |                             |  |  |                             |  |
|                                                 |                             | Polissena Maria Khuen von Lichtenberg und Belasi            | Matias Khuen von Lichtenberg und Belasi           |  |  |       |  |  |                             |  |  |                             |  |
|                                                 |                             | Polissena Maria Khuen von Lichtenberg und Belasi            | Matias Khuen von Lichtenberg und Belasi           |  |  |       |  |  |                             |  |  |                             |  |
|                                                 |                             | Polissena Maria Khuen von Lichtenberg und Belasi            | Anna Susanna von Meggau                           |  |  |       |  |  |                             |  |  |                             |  |
|                                                 |                             | Polissena Maria Khuen von Lichtenberg und Belasi            |                                                   |  |  |       |  |  |                             |  |  |                             |  |